# Liste des titres musicaux numéro un en France en 2018
Cette page liste les titres musicaux (singles et albums) numéros un en France pour l'année 2018, selon le Syndicat national de l'édition phonographique (SNEP).
- Les numéros un singles mégafusion sont issus de la fusion des écoutes en streaming et des ventes en téléchargement, comptés en « unités » et où 150 streams équivalent à une vente.
- Les numéros un albums mégafusion  sont issus de la fusion des écoutes en streaming, des ventes physiques et des téléchargements, comptés en « unités » et où 1 000 streams moins 50 % des volumes du titre de l’album le plus streamé, équivalent à une vente.

Les scores sont comptabilisées chaque semaine du vendredi au jeudi et la date notée dans cette liste est celle du vendredi suivant le dernier jour de ventes, comme cela apparaît sur le site du SNEP.

## Classement des singles
| №  | Date         | Mégafusion (Téléchargements + Streaming) | Mégafusion (Téléchargements + Streaming) | Mégafusion (Téléchargements + Streaming) | Ventes                                                  | Ventes                       | Ventes |
| №  | Date         | Artiste                                  | Titre                                    | Unités                                   | Artiste                                                 | Titre                        | Ventes |
| -- | ------------ | ---------------------------------------- | ---------------------------------------- | ---------------------------------------- | ------------------------------------------------------- | ---------------------------- | ------ |
| 1  | 5 janvier    | Ed Sheeran                               | Perfect                                  | 19 500                                   | Ed Sheeran                                              | Perfect                      | ?      |
| 2  | 12 janvier   | Ed Sheeran                               | Perfect                                  | 17 800                                   | Ed Sheeran                                              | Perfect                      | ?      |
| 3  | 19 janvier   | Camila Cabello featuring Young Thug      | Havana                                   | ?                                        | Ed Sheeran                                              | Perfect                      | ?      |
| 4  | 26 janvier   | Camila Cabello featuring Young Thug      | Havana                                   | ?                                        | Mylène Farmer                                           | Rolling Stone                | 2 399  |
| 5  | 2 février    | Vald                                     | Désaccordé                               | 19 200                                   | Sena Kana                                               | Truth or Dare                | ?      |
| 6  | 9 février    | Vald                                     | Désaccordé                               | 27 800                                   | Mylène Farmer                                           | Libertine                    | 2 600  |
| 7  | 16 février   | Vald                                     | Désaccordé                               | 25 300                                   | Indochine                                               | Un été français              | ?      |
| 8  | 23 février   | Vald                                     | Désaccordé                               | 23 000                                   | Grand Corps Malade                                      | Dimanche soir                | 1 800  |
| 9  | 2 mars       | Vald                                     | Désaccordé                               | 20 300                                   | Grand Corps Malade                                      | Dimanche soir                | 1 400  |
| 10 | 9 mars       | Vald                                     | Désaccordé                               | ?                                        | Tom Walker                                              | Leave a Light On             | ?      |
| 11 | 16 mars      | Vald                                     | Désaccordé                               | 18 800                                   | Maître Gims & Vianney                                   | La Même                      | 2 700  |
| 12 | 23 mars      | Lartiste featuring Caroliina             | Mafiosa                                  | 20 200                                   | Maître Gims & Vianney                                   | La Même                      | ?      |
| 13 | 30 mars      | Maître Gims & Vianney                    | La Même                                  | 25 700                                   | Maître Gims & Vianney                                   | La Même                      | 3 170  |
| 14 | 6 avril      | Lartiste featuring Caroliina             | Mafiosa                                  | 25 900                                   | Maître Gims & Vianney                                   | La Même                      | 3 200  |
| 15 | 13 avril     | Lartiste featuring Caroliina             | Mafiosa                                  | 28 700                                   | Maître Gims & Vianney                                   | La Même                      | 2 500  |
| 16 | 20 avril     | Lartiste featuring Caroliina             | Mafiosa                                  | ?                                        | Maître Gims & Vianney                                   | La Même                      | ?      |
| 17 | 27 avril     | Lartiste featuring Caroliina             | Mafiosa                                  | ?                                        | Mylène Farmer                                           | Rolling Stone                | 11 000 |
| 18 | 4 mai        | Damso                                    | Ipséité                                  | ?                                        | Maître Gims & Vianney                                   | La Même                      | ?      |
| 19 | 11 mai       | Aya Nakamura                             | Djadja                                   | ?                                        | Maître Gims & Vianney                                   | La Même                      | ?      |
| 20 | 18 mai       | Aya Nakamura                             | Djadja                                   | 18 000                                   | Maître Gims & Vianney                                   | La Même                      | 2 600  |
| 21 | 25 mai       | Dosseh                                   | Habitué                                  | 19 000                                   | Naestro featuring Maître Gims & Vitaa & Dadju & Slimane | Bella ciao                   | 2 500  |
| 22 | 1er juin     | Dosseh                                   | Habitué                                  | ?                                        | Naestro featuring Maître Gims & Vitaa & Dadju & Slimane | Bella ciao                   | ?      |
| 23 | 8 juin       | Dosseh                                   | Habitué                                  | 20 100                                   | Naestro featuring Maître Gims & Vitaa & Dadju & Slimane | Bella ciao                   | 2 800  |
| 24 | 15 juin      | Dosseh                                   | Habitué                                  | 19 900                                   | Naestro featuring Maître Gims & Vitaa & Dadju & Slimane | Bella ciao                   | 3 150  |
| 25 | 22 juin      | Damso                                    | Smog                                     | 32 100                                   | Indochine                                               | Station 13                   | ?      |
| 26 | 29 juin      | PNL                                      | À l'ammoniaque                           | 31 700                                   | Mylène Farmer & LP                                      | N'oublie pas                 | 2 700  |
| 27 | 6 juillet    | PNL                                      | À l'ammoniaque                           | ?                                        | Naestro featuring Maître Gims & Vitaa & Dadju & Slimane | Bella ciao                   | ?      |
| 28 | 13 juillet   | PNL                                      | À l'ammoniaque                           | ?                                        | Naestro featuring Maître Gims & Vitaa & Dadju & Slimane | Bella ciao                   | ?      |
| 29 | 20 juillet   | Jul                                      | Toto et Ninetta                          | ?                                        | Hermes House Band                                       | I Will Survive (La la la)    | ?      |
| 30 | 27 juillet   | Vegedream                                | Ramenez la coupe à la maison             | ?                                        | Naestro featuring Maître Gims & Vitaa & Dadju & Slimane | Bella ciao                   | ?      |
| 31 | 3 août       | Rim'K featuring Ninho                    | Air Max                                  | ?                                        | Naestro featuring Maître Gims & Vitaa & Dadju & Slimane | Bella ciao                   | ?      |
| 32 | 10 août      | Rim'K featuring Ninho                    | Air Max                                  | 17 400                                   | Maroon 5 featuring Cardi B                              | Girls Like You               | 1 200  |
| 33 | 17 août      | PNL                                      | 91's                                     | 33 200                                   | Mylène Farmer & LP                                      | N'oublie pas                 | 7 800  |
| 34 | 24 août      | PNL                                      | 91's                                     | 23 100                                   | Mylène Farmer & LP                                      | N'oublie pas                 | 1 400  |
| 35 | 31 août      | PNL                                      | 91's                                     | 17 000                                   | Jain                                                    | Alright                      | 2 200  |
| 36 | 7 septembre  | Rim'K featuring Ninho                    | Air Max                                  | 17 500                                   | Jain                                                    | Alright                      | 1 850  |
| 37 | 14 septembre | Vegedream                                | Ramenez la coupe à la maison             | 23 800                                   | Vegedream                                               | Ramenez la coupe à la maison | 2 600  |
| 38 | 21 septembre | Vegedream                                | Ramenez la coupe à la maison             | ?                                        | Vegedream                                               | Ramenez la coupe à la maison | ?      |
| 39 | 28 septembre | Vegedream                                | Ramenez la coupe à la maison             | ?                                        | Vegedream                                               | Ramenez la coupe à la maison | ?      |
| 40 | 5 octobre    | Vegedream                                | Ramenez la coupe à la maison             | 19 300                                   | Lady Gaga & Bradley Cooper                              | Shallow                      | 1 500  |
| 41 | 12 octobre   | Dadju                                    | Jaloux                                   | ?                                        | Lady Gaga & Bradley Cooper                              | Shallow                      | ?      |
| 42 | 19 octobre   | Dadju                                    | Jaloux                                   | 22 000                                   | Lady Gaga & Bradley Cooper                              | Shallow                      | 2 400  |
| 43 | 26 octobre   | Dadju                                    | Jaloux                                   | 22 800                                   | Johnny Hallyday                                         | J'en parlerai au diable      | 2 370  |
| 44 | 2 novembre   | Dadju                                    | Jaloux                                   | 20 200                                   | Lady Gaga & Bradley Cooper                              | Shallow                      | 2 595  |
| 45 | 9 novembre   | Aya Nakamura                             | Copines                                  | 19 300                                   | Lady Gaga & Bradley Cooper                              | Shallow                      | ?      |
| 46 | 16 novembre  | Dadju                                    | Jaloux                                   | 18 100                                   | Lady Gaga & Bradley Cooper                              | Shallow                      | 2 500  |
| 47 | 23 novembre  | Orelsan featuring Damso                  | Rêves bizarres                           | ?                                        | Lady Gaga & Bradley Cooper                              | Shallow                      | ?      |
| 48 | 30 novembre  | Orelsan featuring Damso                  | Rêves bizarres                           | ?                                        | Lady Gaga & Bradley Cooper                              | Shallow                      | ?      |
| 49 | 7 décembre   | Maes featuring Booba                     | Madrina                                  | ?                                        | Lady Gaga & Bradley Cooper                              | Shallow                      | ?      |
| 50 | 14 décembre  | Lomepal                                  | Trop beau                                | ?                                        | Lady Gaga & Bradley Cooper                              | Shallow                      | ?      |
| 51 | 21 décembre  | Maes featuring Booba                     | Madrina                                  | ?                                        | Redbone                                                 | Come And Get Your Love       | ?      |
| 52 | 28 décembre  | Mariah Carey                             | All I Want for Christmas Is You          | ?                                        | Redbone                                                 | Come And Get Your Love       | ?      |

## Classement des albums
Le classement mégafusion intègre les écoutes en streaming des titres des albums, les ventes physiques (CDs, Vinyles) et les ventes par téléchargement. Les écoutes en streaming sont converties en « équivalent ventes » qui sont ensuite ajoutées aux ventes physiques et aux téléchargements.
Les albums streamés sont convertis en « unités » sur la base suivante :
- somme de tous les streams des titres de l’album (abonnements et freemium confondus) ;
- retrait de 50 % des volumes du titre de l’album le plus streamé ;
- division du résultat par 1 000 et obtention du nombre d’équivalent-albums ;
- ajout du nombre d’équivalent-albums obtenu aux ventes physiques et aux téléchargements.

| №  | Date         | Mégafusion (Ventes + Streaming) | Mégafusion (Ventes + Streaming) | Mégafusion (Ventes + Streaming) | Ventes                          | Ventes                            | Ventes  |
| №  | Date         | Artiste                         | Titre                           | Unités                          | Artiste                         | Titre                             | Ventes  |
| -- | ------------ | ------------------------------- | ------------------------------- | ------------------------------- | ------------------------------- | --------------------------------- | ------- |
| 1  | 5 janvier    | Booba                           | Trône                           | 17 389                          | Johnny Hallyday                 | Les 50 plus belles chansons       | 17 200  |
| 2  | 12 janvier   | Booba                           | Trône                           | 15 826                          | Johnny Hallyday                 | Les 50 plus belles chansons       | 12 000  |
| 3  | 19 janvier   | Booba                           | Trône                           | 13 792                          | Johnny Hallyday                 | Les 50 plus belles chansons       | 7 500   |
| 4  | 26 janvier   | Dadju                           | Gentleman 2.0                   | 11 929                          | France Gall                     | Évidemment                        | 9 000   |
| 5  | 2 février    | Sofiane                         | Affranchis                      | 24 729                          | Slimane                         | Solune                            | 15 700  |
| 6  | 9 février    | Vald                            | XEU                             | 42 909                          | Vald                            | XEU                               | 16 100  |
| 7  | 16 février   | Vald                            | XEU                             | 21 280                          | Slimane                         | Solune                            | 7 500   |
| 8  | 23 février   | Vald                            | XEU                             | 14 757                          | Grand Corps Malade              | Plan B                            | 11 300  |
| 9  | 2 mars       | Lorenzo                         | Rien à branler                  | 25 040                          | Grand Corps Malade              | Plan B                            | 10 200  |
| 10 | 9 mars       | Eddy de Pretto                  | Cure                            | 18 000,                         | Eddy de Pretto                  | Cure                              | 13 500  |
| 11 | 16 mars      | Les Enfoirés                    | Musique !                       | 130 000                         | Les Enfoirés                    | Musique !                         | 129 400 |
| 12 | 23 mars      | Les Enfoirés                    | Musique !                       | ?                               | Les Enfoirés                    | Musique !                         | 37 993  |
| 13 | 30 mars      | Maître Gims                     | Ceinture noire                  | 81 392                          | Maître Gims                     | Ceinture noire                    | 49 300  |
| 14 | 6 avril      | Maître Gims                     | Ceinture noire                  | 60 457                          | Maître Gims                     | Ceinture noire                    | 36 700  |
| 15 | 13 avril     | Maître Gims                     | Ceinture noire                  | 41 086                          | Maître Gims                     | Ceinture noire                    | 22 700  |
| 16 | 20 avril     | Maître Gims                     | Ceinture noire                  | 32 598                          | Maître Gims                     | Ceinture noire                    | 16 250  |
| 17 | 27 avril     | Maître Gims                     | Ceinture noire                  | 22 057                          | Maître Gims                     | Ceinture noire                    | 11 200  |
| 18 | 4 mai        | Maître Gims                     | Ceinture noire                  | 20 929                          | Maître Gims                     | Ceinture noire                    | 11 300  |
| 19 | 11 mai       | Maître Gims                     | Ceinture noire                  | 19 608                          | Maître Gims                     | Ceinture noire                    | 10 000  |
| 20 | 18 mai       | Maître Gims                     | Ceinture noire                  | 16 227                          | Arctic Monkeys                  | Tranquility Base Hotel and Casino | 8 400   |
| 21 | 25 mai       | Maître Gims                     | Ceinture noire                  | 16 096                          | Marc Lavoine                    | Je reviens à toi                  | ?       |
| 22 | 1er juin     | Moha La Squale                  | Bendero                         | 16 520                          | Eddy Mitchell                   | La Même Tribu, volume 2           | ?       |
| 23 | 8 juin       | Maître Gims                     | Ceinture noire                  | 13 815                          | Maître Gims                     | Ceinture noire                    | 7 600   |
| 24 | 15 juin      | Maître Gims                     | Ceinture noire                  | 14 568                          | Maître Gims                     | Ceinture noire                    | 7 600   |
| 25 | 22 juin      | Damso                           | Lithopédion                     | 61 454                          | Damso                           | Lithopédion                       | 18 000  |
| 26 | 29 juin      | Damso                           | Lithopédion                     | 24 800                          | NRJ Compilations                | NRJ Summer Hits Only 2018         | 5 800   |
| 27 | 6 juillet    | Jul                             | Inspi d'ailleurs                | 32 811                          | Jul                             | Inspi d'ailleurs                  | 16 400  |
| 28 | 13 juillet   | Jul                             | Inspi d'ailleurs                | 13 389                          | Jul                             | Inspi d'ailleurs                  | ?       |
| 29 | 20 juillet   | Jul                             | Inspi d'ailleurs                | 14 164                          | Jul                             | Inspi d'ailleurs                  | 4 900   |
| 30 | 27 juillet   | Jul                             | Inspi d'ailleurs                | 11 049                          | Maître Gims                     | Ceinture noire                    | 3 700   |
| 31 | 3 août       | Damso                           | Lithopédion                     | 9 592                           | NRJ Compilations                | NRJ Summer Hits Only 2018         | 4 100   |
| 32 | 10 août      | Damso                           | Lithopédion                     | 8 498                           | Chico and the Gypsies           | Mi Corazón                        | 4 100   |
| 33 | 17 août      | Damso                           | Lithopédion                     | 7 576                           | Chico and the Gypsies           | Mi Corazón                        | ?       |
| 34 | 24 août      | Kids United Nouvelle Génération | Au bout de nos rêves            | ?                               | Kids United Nouvelle Génération | Au bout de nos rêves              | 20 000  |
| 35 | 31 août      | Jain                            | Souldier                        | ?                               | Jain                            | Souldier                          | 13 500  |
| 36 | 7 septembre  | Kendji Girac                    | Amigo                           | ?                               | Kendji Girac                    | Amigo                             | 48 400  |
| 37 | 14 septembre | Kendji Girac                    | Amigo                           | ?                               | Kendji Girac                    | Amigo                             | 23 500  |
| 38 | 21 septembre | Kendji Girac                    | Amigo                           | ?                               | Kendji Girac                    | Amigo                             | 16 300  |
| 39 | 28 septembre | RK                              | Insolent                        | 20 245                          | Chris                           | Chris                             | 16 500  |
| 40 | 5 octobre    | Mylène Farmer                   | Désobéissance                   | ?                               | Mylène Farmer                   | Désobéissance                     | 90 379  |
| 41 | 12 octobre   | Trois Cafés Gourmands           | Un air de rien                  | ?                               | Trois Cafés Gourmands           | Un air de rien                    | 28 100  |
| 42 | 19 octobre   | Trois Cafés Gourmands           | Un air de rien                  | ?                               | Charles Aznavour                | Best of 40 chansons               | ?       |
| 43 | 26 octobre   | Johnny Hallyday                 | Mon pays c'est l'amour          | 780 177                         | Johnny Hallyday                 | Mon pays c'est l'amour            | 772 388 |
| 44 | 2 novembre   | Johnny Hallyday                 | Mon pays c'est l'amour          | 115 305                         | Johnny Hallyday                 | Mon pays c'est l'amour            | 113 900 |
| 45 | 9 novembre   | Johnny Hallyday                 | Mon pays c'est l'amour          | ?                               | Johnny Hallyday                 | Mon pays c'est l'amour            | 66 900  |
| 46 | 16 novembre  | Johnny Hallyday                 | Mon pays c'est l'amour          | ?                               | Johnny Hallyday                 | Mon pays c'est l'amour            | 45 700  |
| 47 | 23 novembre  | Johnny Hallyday                 | Mon pays c'est l'amour          | ?                               | Johnny Hallyday                 | Mon pays c'est l'amour            | ?       |
| 48 | 30 novembre  | Johnny Hallyday                 | Mon pays c'est l'amour          | ?                               | Johnny Hallyday                 | Mon pays c'est l'amour            | ?       |
| 49 | 7 décembre   | Johnny Hallyday                 | Mon pays c'est l'amour          | ?                               | Johnny Hallyday                 | Mon pays c'est l'amour            | ?       |
| 50 | 14 décembre  | Johnny Hallyday                 | Mon pays c'est l'amour          | ?                               | Johnny Hallyday                 | Mon pays c'est l'amour            | 79 700  |
| 51 | 21 décembre  | Johnny Hallyday                 | Mon pays c'est l'amour          | ?                               | Johnny Hallyday                 | Mon pays c'est l'amour            | ?       |
| 52 | 28 décembre  | Johnny Hallyday                 | Mon pays c'est l'amour          | ?                               | Johnny Hallyday                 | Mon pays c'est l'amour            | 83 400  |

## Les meilleurs scores de l'année
Voici la liste des meilleurs scores de singles, et d'albums de l'année,,,.

### Singles
| №  | Mégafusion (Téléchargements + Streaming) | Mégafusion (Téléchargements + Streaming) | Ventes                                                  | Ventes                       | Ventes |
| №  | Artiste                                  | Titre                                    | Artiste                                                 | Titre                        | Ventes |
| -- | ---------------------------------------- | ---------------------------------------- | ------------------------------------------------------- | ---------------------------- | ------ |
| 1  | Lartiste featuring Caroliina             | Mafiosa                                  | Maître Gims & Vianney                                   | La Même                      | 58 200 |
| 2  | Maître Gims & Vianney                    | La Même                                  | Ed Sheeran                                              | Perfect                      | 40 200 |
| 3  | Vald                                     | Désaccordé                               | Naestro featuring Maître Gims & Vitaa & Dadju & Slimane | Bella ciao                   | 38 600 |
| 4  | Aya Nakamura                             | Djadja                                   | David Guetta & Sia                                      | Flames                       | 37 400 |
| 5  | Dadju                                    | Bob Marley                               | Lartiste featuring Caroliina                            | Mafiosa                      | 33 700 |
| 6  | Drake                                    | God's Plan                               | Tom Walker                                              | Leave a Light On             | 31 500 |
| 7  | Vegedream                                | Ramenez la coupe à la maison             | Calvin Harris & Dua Lipa                                | One Kiss                     | 31 400 |
| 8  | Calvin Harris & Dua Lipa                 | One Kiss                                 | Lady Gaga & Bradley Cooper                              | Shallow                      | 30 900 |
| 9  | Camila Cabello featuring Young Thug      | Havana                                   | Mylène Farmer                                           | Rolling Stone                | 30 700 |
| 10 | Nicky Jam & J. Balvin                    | X                                        | Jain                                                    | Alright                      | 30 500 |
| 11 | Dadju                                    | Reine                                    | Vegedream                                               | Ramenez la coupe à la maison | 30 400 |
| 12 | Ed Sheeran                               | Perfect                                  | Hoshi                                                   | Ta Marinière                 | 30 400 |
| 13 | Marwa Loud                               | Fallait pas                              | Trois Cafés Gourmands                                   | À nos souvenirs              | 29 200 |
| 14 | Therapie Taxi featuring Roméo Elvis      | Hit Sale                                 | Vitaa & Claudio Capéo                                   | Un peu de rêve               | 27 000 |
| 15 | Ed Sheeran                               | Shape of You                             | Maroon 5 featuring Cardi B                              | Girls Like You               | 25 100 |
| 16 | L'Algérino                               | Va Bene                                  | Cecilia Krull                                           | My Life Is Going On          | 25 000 |
| 17 | Dosseh                                   | Habitué                                  | Aya Nakamura                                            | Djadja                       | 24 900 |
| 18 | Rim'K featuring Ninho                    | Air Max                                  | Camila Cabello featuring Young Thug                     | Havana                       | 24 700 |
| 19 | Kalash featuring Damso                   | Mwaka Moon                               | Zazie                                                   | Speed                        | 24 600 |
| 20 | Lartiste                                 | Vai et Viens                             | Nicky Jam & J. Balvin                                   | X                            | 24 000 |

### Albums
| N° | Artiste               | Titre                  |
| -- | --------------------- | ---------------------- |
| 1  | Johnny Hallyday       | Mon pays c'est l'amour |
| 2  | Maître Gims           | Ceinture noire         |
| 3  | Dadju                 | Gentleman 2.0          |
| 4  | Orelsan               | La fête est finie      |
| 5  | Damso                 | Lithopédion            |
| 6  | Kendji Girac          | Amigo                  |
| 7  | Les Enfoirés          | Musique !              |
| 8  | Soprano               | Phœnix                 |
| 9  | Eddy de Pretto        | Cure                   |
| 10 | Mylène Farmer         | Désobéissance          |
| 11 | Ed Sheeran            | ÷                      |
| 12 | Vald                  | XEU                    |
| 13 | Booba                 | Trône                  |
| 14 | Niska                 | Commando               |
| 15 | Marwa Loud            | Loud                   |
| 16 | Trois Cafés gourmands | Un air de rien         |
| 17 | Indochine             | 13                     |
| 18 | Angèle                | Brol                   |
| 19 | Louane                | Louane                 |
| 20 | Bigflo et Oli         | La Vraie Vie           |

### Chronologie
- Liste des titres musicaux numéro un en France en 2017